# Quint Fadi Gal
Quint Fadi Gal (en llatí Quint Fadius Gallus) va ser un cavaller romà. Era germà de Marc Fadi Gal (Marcus Fadius Gallus). Com el seu germà va servir amb Juli Cèsar però l'any 46 aC es va enfrontar amb Marc, el seu germà, per causes desconegudes. Ciceró va prendre el partit de Marc i va dir de Quint que era un homo non sapiens.